# 澳科控股
澳科控股有限公司 ，簡稱澳科控股(英文：AMVIG Holdings Ltd)（港交所：2300 （页面存档备份，存于）)是一家在香港交易所上市的公司。主要從事卷煙包裝印刷及轉移／複合紙及鐳射膜之製造。于1998年成立，并于2004年3月26日在香港联合交易所主板正式上市。
2019年7月31日，澳科控股公布，收購南京三隆包裝餘下52%股權，總現金代價為7528.668萬元人民幣(約8658萬元)。南京三隆主要於江蘇省從事卷煙包裝印刷業務。

## 董事

### 非執行主席
曾照傑先生

### 執行董事
陳世偉先生

葛蘇先生

吳世杰先生

### 非執行董事
Jerzy Czubak先生

Ralf Klaus Wunderlich先生

### 獨立非執行董事
鄭基先生

歐陽天華先生

胡俊彥先生

## 外部連結
- 官方網站 （页面存档备份，存于）